# La Colomina (Toralla)
La Colomina és una partida agrícola de muntanya del terme municipal de Conca de Dalt, a l'antic terme de Toralla i Serradell, en territori del poble de Toralla.
Està situada a tocar a llevant de Toralla, al nord de la Carretera de Toralla, al nord-est de la partida de Farratges i al nord de la de l'Abeller.